# 리광철
리광철(미상 ~ )은 조선민주주의인민공화국의 정치인이다. 강원도 당위원회 부위원장 겸 조선로동당 중앙위원회 위원이다.

## 경력
2016년 5월, 조선로동당 제7차 대회에서 조선로동당 중앙위원회 위원으로 선출되었다. 강원도 당위원회 부위원장이다.

## 최고인민회의 대의원
2014년 3월 최고인민회의 제669호 서기선거구 제13기 대의원으로 선출되었고, 2019년 3월 제14기 대의원으로 재선되었다.